# Chiesa di San Lucio (Malles Venosta)
La chiesa di San Lucio (in tedesco Kirche St. Luzius) è la parrocchiale a Laudes (Laatsch), frazione di Malles Venosta (Mals) in Alto Adige. Appartiene al decanato di Malles della diocesi di Bolzano-Bressanone e risale al XX secolo.

## Descrizione
L'edificio sacro è un monumento sottoposto a tutela col numero 15741 della provincia autonoma di Bolzano.